# 早稲田大学大学院スポーツ科学研究科・スポーツ科学部

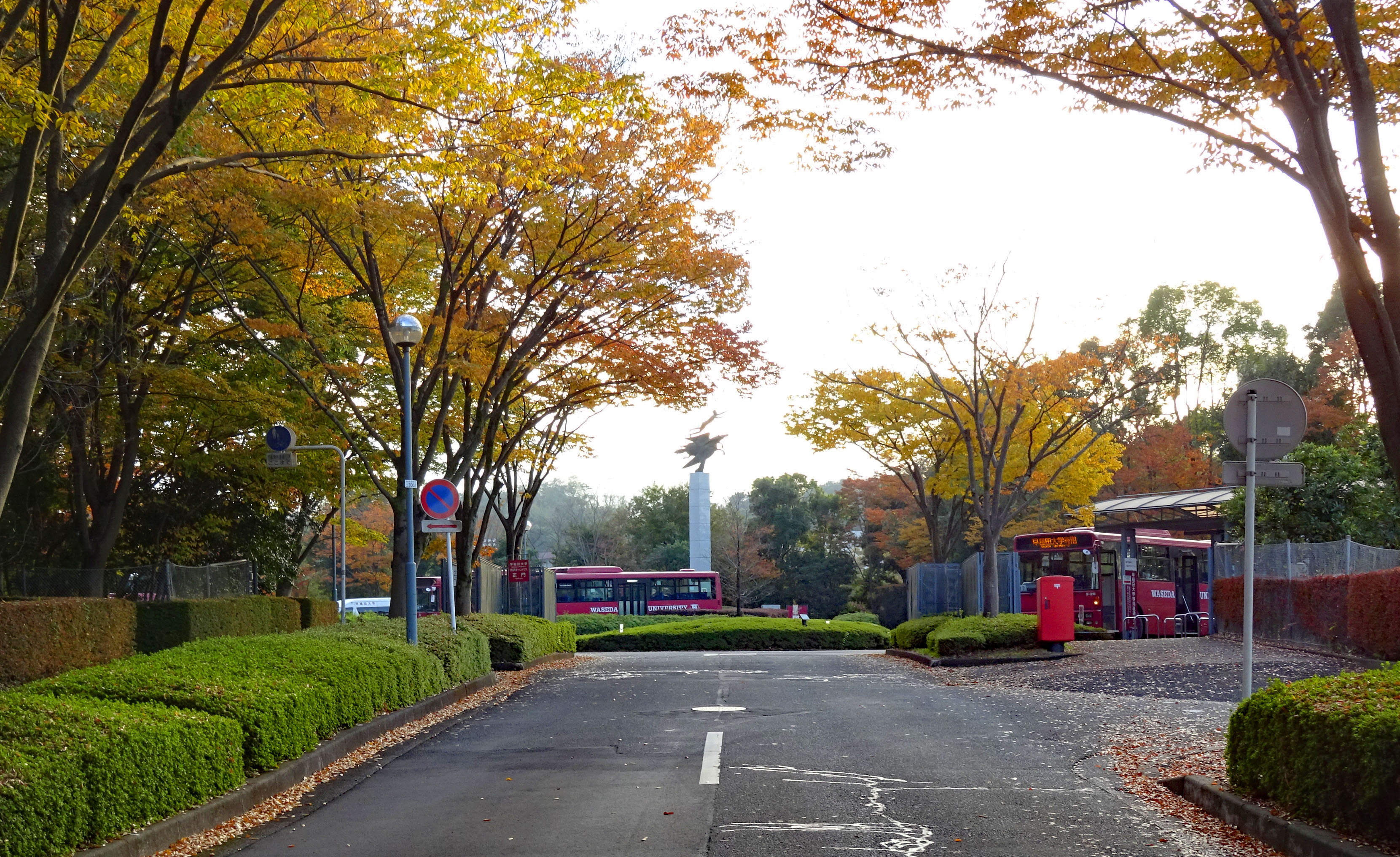
所沢キャンパス

早稲田大学スポーツ科学部は、2003年に設置された早稲田大学の学部である。

## 概要
2003年に人間科学部スポーツ科学科から独立する形で創設。スポーツ科学部・スポーツ科学研究科・スポーツ科学研究センターと連携しスポーツ科学学術院を構成する。
海外の著名な教員の採用に注力している。スポーツビジネスからスポーツ医学まで、人文科学、社会科学、自然科学を含めた分野を学習できる。
学部に籍を置きながらの留学も可能である。期間は1ヶ月程度の短期のものから1年間の長期まで自分で選択することができる。

## 学部
- スポーツ科学部
  - スポーツ科学科
    - スポーツ医科学コース
    - 健康スポーツコース
    - トレーナーコース
    - スポーツコーチングコース
    - スポーツビジネスコース
    - スポーツ文化コース

※2021年度入学者より、スポーツ教育コースの募集を停止した。

## 大学院
- スポーツ科学研究科
  - 修士課程1年制
    - トップスポーツマネジメントコース
    - スポーツクラブマネジメントコース
    - 健康スポーツマネジメントコース
    - 介護予防マネジメントコース
    - エリートコーチングコース
    - スポーツジャーナリズムコース

  - 修士課程2年制・博士後期課程
    - スポーツ文化研究領域
    - スポーツビジネス研究領域
    - スポーツ医科学研究領域
    - 身体運動科学研究領域
    - コーチング科学研究領域

## 教員
- 赤間高雄（スポーツ医学、スポーツ免疫学、アンチ・ドーピング）アテネ、北京、ロンドンのオリンピックで日本代表選手団本部ドクター、日本アンチ・ドーピング機構 会長
- 彼末一之（スポーツ神経科学）大阪大学名誉教授
- 作野誠一（スポーツ組織論）
- 志々田文明（武道学）
- 原田宗彦（スポーツマーケティング、スポーツ産業論）
- 平田竹男（スポーツ産業学、トップスポーツビジネス論）
- 広瀬統一（アスレティックトレーニング）
- 間野義之（スポーツ政策論）スポーツ庁スポーツ未来開拓会議委員座長
- 宮地元彦（運動生理学、運動疫学）コロラド大学ボルダー校 客員教授
- 武藤泰明（スポーツマネジメント）鉄道建設・運輸施設整備支援機構特別顧問、日本プロサッカーリーグ (法人)理事
- リー・トンプソン（社会学）
- 西多昌規（スポーツ神経精神医科学、睡眠医学）精神科医

## 出身者
人間科学部スポーツ科学科、大学院スポーツ科学研究科の出身者も含む。

### 学術
- 磯野真穂 - 東京科学大学（旧・東京工業大学）教授
- 漆紫穂子 - 品川女子学院理事長
- 太田章 - 早稲田大学スポーツ科学学術院教授
- 小川徹 - 皮膚科専門医、ハーバード大学マサチューセッツ総合病院客員研究員
- 櫛部静二 - 城西大学教授
- 倉石平 - 早稲田大学スポーツ科学部教授
- 小林至 - 立命館大学客員教授
- 斎藤文彦 - 編集者、ライター、コラムニスト、構成作家、プロレス評論家、プロレス解説者、大学講師、妻は香山リカ（精神科医）
- 佐藤直子 - 日本プロテニス協会理事長、東京国際大学特命教授
- 志岐幸子 - 関西大学教授、キャスター
- 堀野博幸 - 早稲田大学スポーツ科学学術院教授

### 政治家
- 朝日健太郎 - 参議院議員、国土交通大臣政務官、環境大臣政務官
- 小川知也 - 政治家、埼玉県比企郡鳩山町長（全国最年少の町長）
- 荻原健司 - 長野県長野市長、元参議院議員、元オリンピック選手（スキー・ノルディック複合）、元指導者
- 友近聡朗 - 元参議院議員
- 中山泰秀 - 衆議院議員、外務副大臣、防衛副大臣、内閣府副大臣

### 実業家
- 渥美修一郎 - アチーブゴール代表取締役
- 安藤広大 - 識学代表取締役社長・創業者
- 家本賢太郎 - クララオンライン代表取締役社長
- 池田哲雄 - ベースボール・マガジン社代表取締役社長
- 上野直彦 - スポーツライター、漫画原作者、経営者
- 大滝麻未 - 元サッカー選手、なでしこケア設立者
- 大日方邦子 - 日本パラリンピアンズ協会会長、電通総研副所長、あいおいニッセイ同和損害保険取締役、中央大学理事、日本障害者スキー連盟常任理事、元パラリンピアン（チェアスキー）
- 株本祐己 - StockSun代表取締役社長・創業者
- 木村弘毅 - ゲームプロデューサー、ミクシィ代表取締役社長
- 志太勤 - シダックス株式会社創業者
- 田口義隆 - セイノーホールディングス代表取締役社長、西濃運輸代表取締役社長、岐阜県経済同友会代表幹事
- 次原悦子 - サニーサイドアップ代表取締役社長
- 辻上裕章 - 福島ユナイテッドFC取締役副社長
- 東野智弥 - 名古屋ダイヤモンドドルフィンズ株式会社 代表取締役社長 兼 GM
- 藤沢久美 - 実業家、経済評論家、キャスター、シンクタンク・ソフィアバンク代表
- 藤本光正 - 栃木ブレックス（プロバスケットボールチーム宇都宮ブレックスを運営）代表取締役社長
- 宮澤保夫 - 星槎グループ会長兼理事長
- 土井茂 - ARKRAY & PARTNERS PTE.LTD Director ・京都ハンナリーズ会長
- 中村彰久 - Bリーグ仙台89ERSを運営する仙台スポーツリンク代表取締役社長
- 日下部大次郎 - プロバスケットボールチーム元社長
- 野間省伸 - 講談社社長
- 池田弘 - アルビレックス新潟会長

### 報道
- 伊藤隆佑 - TBSアナウンサー
- 上田まりえ - 日本テレビアナウンサー、ドゥ・ストレート株式会社 創業者
- 小山悠里 - 札幌テレビアナウンサー
- 大橋未歩 - テレビ東京アナウンサー
- 河村太朗 - NHKアナウンサー
- 近藤麻智子 - アナウンサー
- 坂元龍斗 - 関西テレビアナウンサー
- 桜井堅一朗 - ディレクター、元アナウンサー
- 佐藤亜樹 - アナウンサー
- 佐藤文康 - TBSアナウンサー
- 佐野瑞樹 - フジテレビエグゼクティブアナウンサー
- 鈴木款 - フジテレビ「報道2001」ディレクター、解説委員、iU情報経営イノベーション専門職大学客員教授
- 福田太郎 - 北海道テレビ放送アナウンサー
- 前島花音 - ニッポン放送アナウンサー
- 町田浩徳 - 日本テレビアナウンサー
- 松﨑涼佳 - フジテレビアナウンサー
- 松本圭祐 - アナウンサー
- 丸朋子 - アナウンサー
- 三上大樹 - テレビ朝日アナウンサー

### 芸能
- 小野友樹 - 声優
- EXILE TETSUYA - EXILE
- 田谷野亮 - 俳優
- 三浦獠太 - 俳優
- 恵俊彰 - 司会者、ニュースキャスター、俳優、お笑いタレント
- さもあんすがい - タレント

### アスリート
- 岩田翔吉 - プロボクサー、WBO世界ライトフライ級王者
- 植木理子 - パリ2024オリンピック女子サッカー日本代表
- 大竹耕太郎 - プロ野球選手（阪神タイガース）
- 岡田優希 - FC町田ゼルビア所属
- 奧山政幸 - FC町田ゼルビア所属
- 上形洋介 - ヴァンラーレ八戸所属
- 片山瑛一 - 清水エスパルス所属
- 川口能活 - 元日本代表キャプテン、日本代表GKコーチ
- 北川ひかる - パリ2024オリンピック女子サッカー日本代表
- 小島亨介 - 大分トリニータ所属
- 相馬直樹 - 鹿島アントラーズ監督、川崎フロンターレ監督、大宮アルディージャ監督、元サッカー日本代表、元Jリーグ選手、サッカー解説者
- 相馬勇紀 - 日本代表、ポルトガルカーザ・ピアAC所属、名古屋グランパス所属
- 徳永悠平 - 元日本代表、マルシャル社長
- 冨田康平 - 京都サンガFC所属
- 富山貴光 - 大宮アルディージャ所属
- 長澤和輝 - サッカー選手
- 畑尾大翔 - 大宮アルディージャ所属
- 兵藤慎剛 - 早稲田大学ア式蹴球部監督、ベガルタ仙台
- 福西崇史 - 元日本代表、指導者、NHK解説者、タレント
- 矢野由治 - 東京2020オリンピックサッカー日本代表フィジカルコーチ、サッカー日本代表フィジカルコーチ
- 横山知伸 - サッカー選手
- 渡邉千真 - 横浜FC所属
- 渡邊凌磨 - アルビレックス新潟所属
- 後藤三知 - 女子サッカー選手、SDエイバル所属
- 西川彩華 - ジェフユナイテッド市原・千葉レディース所属
- 松田典子 - 女子サッカー選手
- 権丈太郎 - NECグリーンロケッツ所属、ラグビー日本代表
- 五郎丸歩 - ヤマハ発動機ジュビロ所属、ラグビー日本代表
- 畠山健介 - サントリーサンゴリアス所属、ラグビー日本代表
- 桑田真澄
- 鳥谷敬
- 青木宣親
- 小宮山悟 - 早稲田大学野球部監督、メジャーリーガー、プロ野球選手
- 和田毅 - メジャーリーガー（ボルチモア・オリオールズ、シカゴ・カブス）、プロ野球選手（福岡ソフトバンクホークス）
- 上本博紀 - 阪神タイガースコーチ
- 大谷智久 - 千葉ロッテマリーンズ所属
- 早川隆久 - 日本代表、東北楽天ゴールデンイーグルス
- 阿久津圭司 - 陸上競技選手（長距離種目）
- 江里口匡史 -  陸上競技選手（短距離種目）
- 大迫傑 - 陸上競技選手（長距離種目）
- 加藤修也 - 陸上競技選手（短距離種目）
- 九鬼巧 - 陸上競技選手（短距離種目）
- 笹瀬弘樹 - 陸上競技選手（棒高跳）
- 紫村仁美 - 陸上競技選手（短距離種目）
- 竹澤健介 - 陸上競技選手（長距離種目）
- ディーン元気 - 陸上競技選手（やり投）
- 橋元晃志 - 陸上競技選手(短距離種目)
- 花田勝彦 - アトランタオリンピック日本代表、シドニーオリンピック日本代表（長距離走・マラソン）、指導者（早稲田大学監督、上武大学駅伝部監督、GMOアスリーツ監督）、上武大学ビジネス情報学部准教授
- 原晋 - 青山学院大学陸上部監督、コメンテーター
- 古谷拓夢 - 陸上競技選手（障害走）
- 山本修平 - 陸上競技選手（長距離種目）
- 渡邉高博 - 陸上競技選手（短距離種目）
- 北川麻美 - 競泳選手
- 古賀淳也 - 2009年世界水泳選手権100m背泳ぎ金メダリスト
- 坂井聖人 - 2016年リオデジャネイロオリンピック200mバタフライ銀メダリスト
- 瀬戸大也 - 2016年リオデジャネイロオリンピック400m個人メドレー銅メダリスト、東京オリンピック日本代表
- 中村克 - リオデジャネイロ・東京オリンピック日本代表、100m自由形日本記録保持者
- 藤井拓郎 - 2008年北京オリンピック400mメドレーリレー銅メダリスト、2012年ロンドンオリンピック400mメドレーリレー銀メダリスト
- 星奈津美 - 2012年ロンドンオリンピック・2016年リオデジャネイロオリンピック200mバタフライ銅メダリスト
- 松本信歩 - 競泳選手
- 渡辺一平 - 東京オリンピック日本代表、200m平泳ぎ世界記録保持者・2017年世界水泳選手権200m平泳ぎ銅メダリスト
- 渡部香生子 - 東京オリンピック日本代表、2015年世界水泳選手権200m平泳ぎ金メダリスト
- 稀勢の里寛 - 第72代横綱。在学当時は年寄・16代荒磯
- 安美錦竜児 - 元大相撲力士
- 足立友里恵 - SEIBUプリンセス ラビッツ（旧 コクドレディース）所属
- 倉田秀道 - スキー指導者、元早稲田大学スキー部監督
- 桜井美馬 - 元ショートトラックスピードスケート選手
- 武田奈也 - 元フィギュアスケート選手（女子シングル）
- 桧野真奈美 - ボブスレー選手
- 町田樹 - 元フィギュアスケート選手（男子シングル）
- 村岡桃佳 - チェアスキー選手、北京オリンピック金メダリスト、平昌パラリンピックアルペンスキー女子滑空座位銀メダリスト
- 渡部暁斗 - ノルディック複合選手、2014年ソチオリンピック個人ノーマルヒル銀メダリスト、北京オリンピック銅メダリスト
- 渡部善斗 - ノルディック複合選手、北京オリンピック銅メダリスト
- ヨーコ・ゼッターランド - 日本バレーボール協会理事、日本バスケットボールリーグ理事、日本プロサッカーリーグ理事、日本女子体育大学准教授、スポーツコメンテーター、元バレーボールアメリカ代表
- 多治見麻子 - 元バレーボール女子日本代表キャプテン
- 荒木絵里香 - 元バレーボール女子日本代表キャプテン
- 橋本涼加 - ビーチバレー選手
- 大塚達宣 - バレーボール東京オリンピック・パリオリンピック日本代表
- 板倉令奈 - 元バスケットボール選手
- 田中真美子 - 元バスケットボール日本代表
- 榊原春奈 - ボート選手（ロンドンオリンピック日本代表）
- 佐藤琢磨 - F1レーシングドライバー
- 塩野真人 - 卓球選手
- 新藤耕平 - ボート選手
- 岡本依子 - シドニーオリンピック銅メダリスト（テコンドー）
- 須崎優衣 - 東京オリンピック金メダリスト（レスリング）
- 瀧本誠 - シドニーオリンピック柔道男子81kg級金メダリスト
- 竹下百合子 - カヌー選手
- 谷口和也 - カヌー選手
- 青山修子 - プロテニス選手
- 伊達公子 - 元プロテニス選手
- 中田侑歩 - 元トランポリン競技選手
- 中野慎詞 - 競輪選手
- 長塚智広 - 元自転車競技選手、2004年アテネオリンピックチームスプリント銀メダリスト
- 福原愛 - 2012年ロンドンオリンピック卓球団体銀メダリスト
- 松山恭助 - パリ2024オリンピック金メダリスト（フルーレ団体）
- 見附絵莉 - 重量挙げ選手
- 岡本依子 - テコンドー選手、シドニーオリンピック銅メダリスト
- 山口智規 - 陸上長距離、2024年福岡クロカン優勝。

### その他
- 恩塚亨 - バスケットボール女子日本代表ヘッドコーチ、東京医療保健大学准教授
- 金子聡 - フィジカルコーチ
- サダタロー - 漫画家
- 高畑好秀 - メンタルトレーナー
- 谷口誠 - 日本経済新聞記者、スポーツライター、コラムニスト
- 宮本大輔 - アスレティックトレーナー